# Procerastea hydrozoicola
Procerastea hydrozoicola är en ringmaskart som beskrevs av Hartmann-Schröder 1991. Procerastea hydrozoicola ingår i släktet Procerastea och familjen Syllidae. Inga underarter finns listade i Catalogue of Life.